# Isaías Fuenmayor
Isaías Jacob Fuenmayor González (San Francisco, 13 de julio de 2009  - San Francisco, 29 de julio de 2024) fue un estudiante de bachillerato venezolano conocido principalmente por ser la persona más joven en ser asesinada en el marco de las protestas contra los cuestionados resultados de las elecciones presidenciales venezolanas de 2024.

## Biografía
Isaías Fuenmayor nació alrededor del año 2009, era hijo de Liseth Fuenmayor González y el tercero de cuatro hermanos, estudiaba en el liceo Evaristo Fernández Ocando ubicado en la urbanización San Felipe, sus vecinos contaron a los medios que vivía en una familia de bajos recursos pero de buenos principios. El 13 de julio de 2024, una semana antes de su muerte, cumplió los 15 años y aprobó para estudiar el tercer año de bachillerato. Sus compañeros de clase lo describieron como alguien alegre y con gran sentido del humor.

## Asesinato
La noche del 29 de julio, Isaías caminaba de regreso a su casa saliendo del barrio Negro Primero y entrando al sector Valle Encantado, luego de ensayar una coreografía junto a amigos para una fiesta. En su camino de regreso, Fuenmayor se detuvo a observar una manifestación liderada por vecinos que realizaban cacerolazos contra los resultados anunciados por el Consejo Nacional Electoral (CNE), la protesta se desarrollaba cerca de las ocho de la noche a inmediaciones de la Avenida 40 del municipio San Francisco frente a la sede del Psuv, cerca de un centro de votación.
Allí mismo, un grupo de colectivos –grupos paramilitares afines al gobierno– llegaría al lugar para reprimir de forma violenta la protesta disparando contra los manifestantes. Según testigos del hecho, un funcionario que permanecía en la sede del partido oficialista y que en algún momento fungió como escolta de un exgobernador, sacó su arma y disparó contra el grupo donde se encontraba Isaías.
Fuenmayor sería alcanzado por uno de los disparos en su cuello, la bala perforaría su vena aorta, lo que le causó un severo desangramiento, otras dos personas también fueron heridas en el ataque. En un vídeo que circuló en redes sociales, se ve al joven siendo sujetado por un manifestante mientras agonizaba en la acera y se escuchaba a otro gritando ''lo mataron, lo mataron''. Fue trasladado de inmediato en moto por los manifestantes al Hospital Dr. Adolfo Noriega Trigo, pero murió por la intensa perdida de sangre al poco tiempo de ser ingresado al centro médico, falleciendo a la edad de 15 años.
La muerte de Isaías Fuenmayor fue anunciada por la concejal principal del municipio San Francisco, a través de dos publicaciones en X, en donde pidió a los ciudadanos volver a sus casas y denunció la ausencia de la policía regional y municipal durante las protestas, culpándolos de permitir la violencia en el municipio.
Su madre, Liseth González, aseguró que su hijo no estaba participando en la manifestación y exigió justicia por su muerte. Su familia de Isaías no contaba con los recursos para su sepelio, por ello, junto a vecinos iniciaron una recaudación de fondos para poder cubrir los gatos de su entierro. Su cuerpo no sería entregado hasta el 30 de julio y fue velado en casa de una tía.
El 31 de julio se llevó a cabo su funeral, donde su familia y amigos le dieron una última despedida. Los amigos de Isaías levantaron su féretro y marcharon junto a ella unos 500 metros, en compañía de familiares, vecinos y compañeros de escuela. Durante la marcha, los presentes entonaron el Himno Nacional, exhibieron banderas venezolanas y pancartas con mensajes en rechazo a su asesinato. Su cuerpo fue enterrado en el Cementerio San Francisco de Asís.

## Enlaces Externo
- Isaías Jacob Fuenmayor González: El rostro juvenil del Terror de Estado en Venezuela

- Datos: Q133210517